# Волкенштейн, Лев Филиппович
Лев Фили́ппович Волкенште́йн (при рождении Исаак-Лейб Фишелевич Волкенштейн; 1858—1935) — российский юрист, адвокат, присяжный поверенный, кадет.

## Биография
Родился в 1858 году, предположительно в Таганроге, из бердичевской купеческой семьи. Учился в Таганрогской классической мужской гимназии одновременно с А. П. Чеховым. Когда Чехов был в седьмом классе, а Волкенштейн — в выпускном восьмом, выпускному классу задали писать сочинение, но все ученики, кроме Волкенштейна, отказались его писать. Из-за этого у Льва Волкенштейна случился конфликт с одноклассниками, один из которых обозвал его «жидом» и в ответ получил пощёчину. За это рукоприкладство Волкенштейн был исключён из гимназии, после чего Чехов уговорил учеников восьмого класса написать коллективное заявление о том, что они все оставят гимназию, если Волкенштейн не будет принят обратно. Это возымело действие, Лев Волкенштейн был восстановлен и потом успешно окончил гимназию.

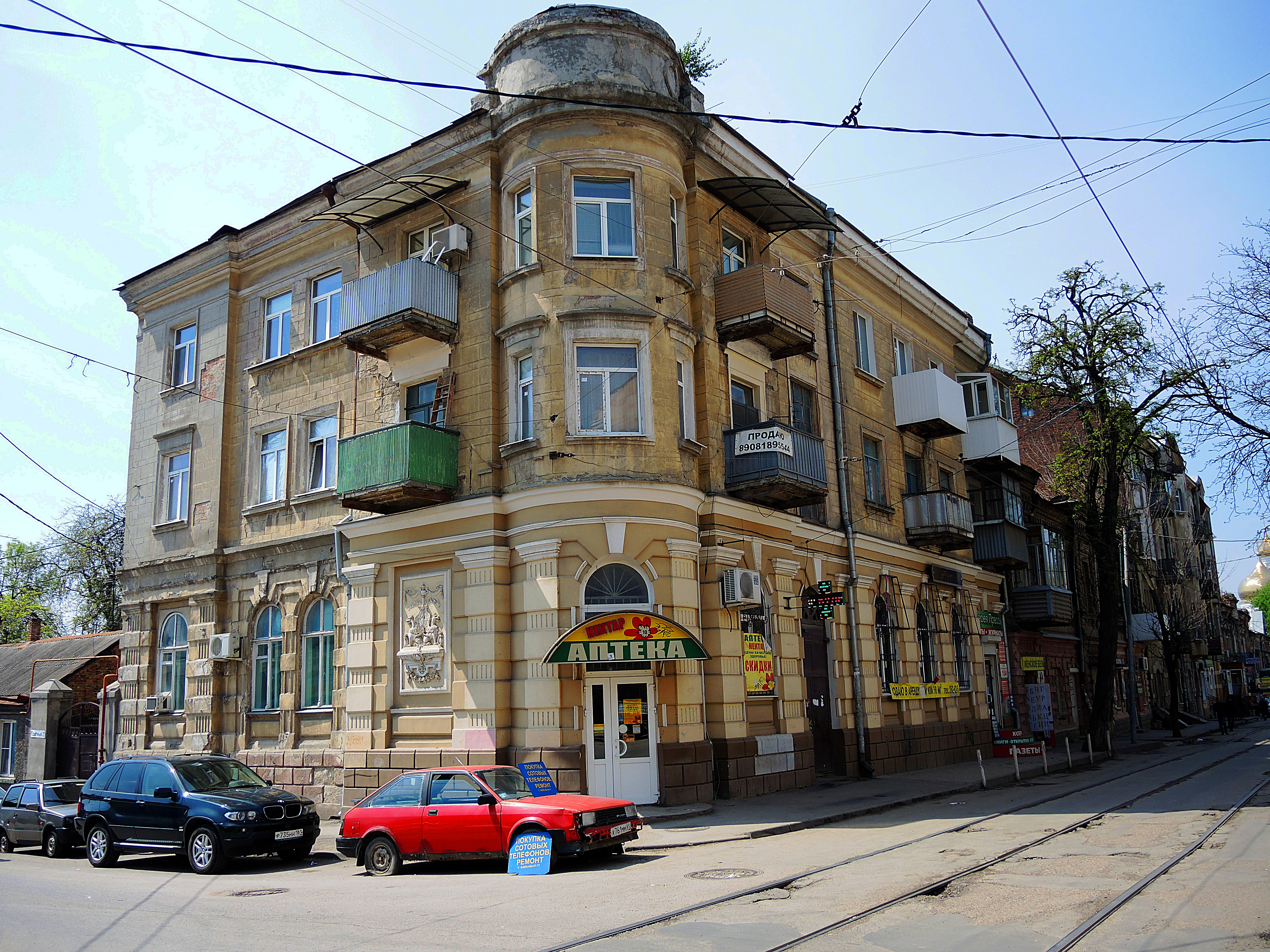
Доходный дом Л. Ф. Волкенштейна
(фото 2015 года)

Затем Л. Ф. Волкенштейн окончил юридический факультет Санкт-Петербургского университета. С 1880 года жил в Ростове-на-Дону. В 1888 году он был помощником присяжного поверенного и в этом качестве участвовал в судебном процессе в Ростове-на-Дону, в ходе которого Максименко обвинялась в отравлении мужа, но была оправдана. В том же процессе участвовал знаменитый адвокат Ф. Н. Плевако и тюремный врач Марк Крассо.
В 1890-х годах Волкенштейн стал адвокатом Новочеркасской судебной палаты и присяжным поверенным. В 1890 году он купил дом в Ростове-на-Дону на углу Старо-почтовой (ныне Станиславского) улицы № 94 и Казанского (ныне Газетный) переулка, провёл там большой ремонт и с середины 1890-х годов жил в этом доме со своей женой, двумя дочерьми и сыном. Туда к нему приезжал А. П. Чехов и, возможно, обсуждал с Волкенштейном постановку своих водевилей и пьес в ростовских театрах; по словам Чехова, в 1896 году у Волкенштейна была также дача в Кисловодске. Часть помещений в доме на углу Старо-почтовой и Казанского Волкенштейн мог сдавать в аренду, сделав его доходным домом. Доходный дом Волкенштейна сохранился до наших дней и стал памятником архитектуры регионального значения. 

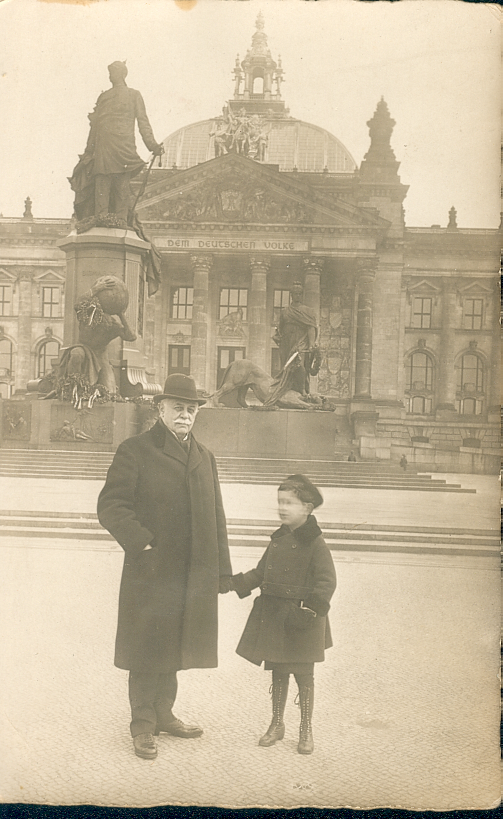
Лев Волкенштейн с сыном в Берлине

Волкенштейн, как и Чехов, любил театральные спектакли. Самым большим и известным театром Ростова-на-Дону в то время был Асмоловский театр, созданный крупным предпринимателем В. И. Асмоловым. В 1910 году Асмолов продал этот театр, а купили его по долям Лев Волкенштейн и И. М. Файн. Лев Волкенштейн сам написал сценарии некоторых театральных спектаклей, в частности, водевиля «Гусары и голуби». Также работал юристом в редакции газеты «Приазовский край».
Позднее Волкенштейн уехал из России в эмиграцию. Последние годы жизни провёл в Париже, где сотрудничал с журналом «Иллюстрированная Россия», в 1934 году опубликовал этом журнале свои воспоминания об А. П. Чехове.
Умер 20 мая 1935 года в Париже. Его вдова Софья Ефремовна Волкенштейн умерла 4 января 1940 года в Вюлене, похоронена на кладбище Nouveau Cimetiere de Neuilly.

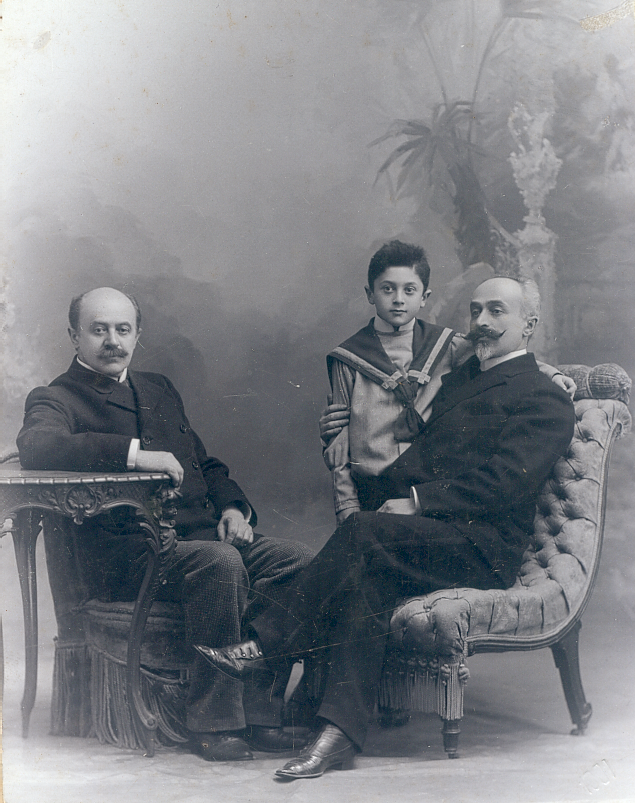
Михаил Волькенштейн — слева,
Лев Волкенштейн с сыном — справа

## Семья
- Брат — Иосиф Фишелевич (Осип Филиппович) Волкенштейн, потомственный почётный гражданин, управляющий Ростовским купеческим банком[13], один из руководителей еврейской общины Ростова-на-Дону и её представитель в Городской думе[14]. Его дочь Елизавета Осиповна Волькенштейн (1876—1965) была замужем за художником М. В. Добужинским[15].
- Брат — Аким Филиппович Волькенштейн (1846—1916), военный врач в Кишинёве. Его дети — Ольга Акимовна Волькенштейн, публицист и журналист; Фёдор Акимович Волькенштейн, юрист.
- Брат — Михаил Филиппович Волькенштейн, адвокат и издатель. Его сын — Владимир Михайлович Волькенштейн, поэт, драматург.
- Жена (брак заключён в Одессе 15 января 1884 года)[16] — Софья Ефремовна Волкенштейн (в девичестве Лион, 1862, Кишинёв — 4 января 1940, Вюлен), дочь кишинёвского купца, присяжного стряпчего Бессарабского коммерческого суда Фроима Михелевича Лиона. Её братья — гражданский инженер Иосиф Ефремович Лион, психиатр Михаил Ефремович Лион и народоволец, адвокат Соломон Ефремович Лион.
  - Дочь — Ольга Львовна Волькенштейн (1889—1950), была замужем за Анатолием Шапиро (1881—1940), не имела детей.
  - Дочь — Алисия (Алиса) Львовна Волькенштейн (1890—?), была замужем за Владимиром (Семёном) Борисовичем Шарфом, дети — Андрей Шарф (1915—1990), профессор византийской истории в Университете имени Бар-Илана (Израиль), и Марина Шарф (1918—2011).
  - Сын — Георг (Юрий) Львович Волькенштейн (1892—1963), адвокат,  вступил в добровольческую армию; был женат Ольге Диамантиди (умерла от тифа во время революции). В 1928 году повторно женился на Лее Зальгаллер, у них родился сын Алекси Волькенштейн (1932—2002), экономист и банкир, заместитель управляющего директора Crédit Lyonnais в Париже.
  - Дочь — Евгения Львовна Волькенштейн (1896—1950). В первом браке (до 1917 года) была замужем за Георгом Владимировичем Асмоловым (1892—1927), сыном табачного магната В. И. Асмолова. Во втором браке была замужем за Ильёй Давидовичем Высоцким (1880—1924), из семьи чаеторговцев Высоцких; двое детей — Дмитрий и Анна Высоцкие. В третьем браке была замужем за Владимиром Диамантиди (1881—?), сыном таганрогского черноморского судовладельца.